# 許琡婷
許琡婷（1978年—），臺北市信義區五分埔人，為臺灣公共電視台新聞主播、文字記者，曾任職於非凡電視台、臺灣宏觀電視等電視台從事傳媒工作，現於公視台語台擔任節目製作人、企劃、活動及節目主持人。

## 簡歷
許琡婷的父母是彰化縣芳苑鄉人，是民國40、50年代北漂打拼的第一代。許畢業於世新大學新聞系，曾歷任觀天下有線電視文字記者、非凡電視台新聞部文字記者和新聞主播以及公共電視台的新聞暨氣象主播。2015年在職期間赴國立嘉義大學就讀行銷與觀光管理學系研究所。2018年構思起草公視台語台旅遊行腳節目《無事坐巴士》的節目企劃，該節目於隔年開播，由許擔任主持人。2019年搭檔馬來西亞華裔主持人邱培聪主持、錄製臺灣與泰國公視跨國合製的新型態旅遊節目《台泰由你遊》（Uni-thinking, uni-roaming），於2020年5月29日在公視台語台首映。2022年與邵大倫搭檔主持公視台語台新節目《食老哺塗豆》。

## 主持節目
| 時間          | 頻道                                | 節目             | 備註   |
| 2008年-2016年 | 台灣宏觀電視 公共電視 EYE TV 旅遊台 | 《台灣心動線》   | 主持人 |
| 2019年-       | 公視台語台                          | 《無事坐巴士》   | 主持人 |
| 2020年        | 公視台語台                          | 《台泰由你遊》   | 主持人 |
| 2022年-       | 公視台語台                          | 《食老哺塗豆》   | 主持人 |
| 2024年-       | 公視台語台                          | 《下半場練習生》 | 主持人 |

## 外部連結
- 琡婷的勇敢小日子的Facebook專頁
- 許琡婷的Facebook專頁
- 許琡婷的Instagram帳戶